# سنترالیا (ویرجینیای غربی)
سنترالیا (به انگلیسی: Centralia) یک منطقهٔ مسکونی در ایالات متحده آمریکا است که در شهرستان برکستون، ویرجینیای غربی واقع شده‌است.